# Ierland op de Olympische Zomerspelen 1988
Ierland nam deel aan de Olympische Zomerspelen 1988 in Seoel, Zuid-Korea. Er werd in tegenstelling tot hun vorige deelname geen medaille gewonnen.

## Deelnemers en resultaten

### Atletiek
| Olympiër             | Discipline             | Resultaat | Prestatie                                                                        |
| -------------------- | ---------------------- | --------- | -------------------------------------------------------------------------------- |
| Gerry O'Reilly       | 1500m (m)              | 29e       | serie 3: 10de in 3.43,23                                                         |
| Marcus O'Sullivan    | 1500m (m)              | 8e        | serie 1: 6de in 3.42,01 halve finale 2: 6de in 3.38,84 finale: 8ste in 3.38,39   |
| Eamon Coghlan        | 5000m (m)              | 28e       | serie 3: 7de in 13.43,48 halve finale 1: 15de in 14.02,16                        |
| John Doherty         | 5000m (m)              | 9e        | serie 1: 7de in 13.47,99 halve finale 2: 5de in 13.24,61 finale: 9de in 13.27,71 |
| Frank O'Mara         | 5000m (m)              | 43e       | serie 2: 10de in 13.59,46                                                        |
| Thomas Kearns        | 110m horden (m)        | 26e       | serie 2: 4de in 14,17 kwartfinale 1: 7de in 14,30                                |
| Brendan Quinn        | 3000m steeplechase (m) | 23e       | serie 3: 9de in 8.40,87 halve finale 2: 11de in 8.43,34                          |
| Dick Hooper          | marathon (m)           | 24e       | 2:17.16                                                                          |
| John Doherty         | marathon (m)           | DNF       | niet gefinisht                                                                   |
| John Woods           | marathon (m)           | 52e       | 2:25.38                                                                          |
| Jimmy McDonald       | 20km snelwandelen (m)  | 17e       | 1:22.45                                                                          |
| Terry McHugh         | speerwerpen (m)        | 22e       | kwalificatie groep B: 12de met 76,46m                                            |
| Connor McCullagh     | kogelslingeren (m)     | 24e       | kwalificatie groep B: 14de met 68,66m                                            |
| Carlos O'Connell     | tienkamp (m)           | 29e       | 7310 punten                                                                      |
|                      |                        |           |                                                                                  |
| Anne Keenan-Buckley  | 3000m (v)              | 24e       | serie 2: 13de in 9.03,10                                                         |
| Barbara Johnson      | 400m horden (v)        | 28e       | serie 4: 6de in 58,61                                                            |
| Marie Murphy-Rollins | marathon (v)           | 57e       | 2:54.37                                                                          |
| Ailish Smyth         | marathon (v)           | 46e       | 2:44.17                                                                          |

### Boksen
| Olympiër           | Discipline | Resultaat | Prestatie |
| ------------------ | ---------- | --------- | --- |
| Wayne McCullough   | -48kg (m)  | 9e        | 1ste ronde: vrij 2de ronde: W van UGA Mutuweta: 5-0 3de ronde: V van CAN Olson: 0-5                          |
| Joseph Lawlor      | -51kg (m)  | 17e       | 1ste ronde: W van MOZ Fausto: knock-out 2de ronde: V van URS Skryabin: 0-5                                   |
| John Lowey         | -54kg (m)  | 9e        | 1ste ronde: W van IRQ Saleh: 5-0 2de ronde: W van NGR Sabo: 4-1 3de ronde: V van MGL Altankhuyag: 2-3        |
| Patrick Fitzgerald | -57kg (m)  | 17e       | 1ste ronde: W van DOM Villegas: 4-1 2de ronde: V van GBR Anderson: 0-5                                       |
| Michael Carruth    | -60kg (m)  | 9e        | 1ste ronde: vrij 2de ronde: W van JPN Higashi: 5-0 3de ronde: V van SWE Cramne: knock-out                    |
| William Walsh      | -67kg (m)  | 33e       | 1ste ronde: V van KOR Song: scheidsrechterlijke beslissing                                                   |
| Kieran Joyce       | -75kg (m)  | 9e        | 1ste ronde: vrij 2de ronde: W van TGA Vaka: scheidsrechterlijke beslissing 3de ronde: V van UGA Wanyama: 2-3 |

### Boogschieten
| Olympiër       | Discipline      | Resultaat | Prestatie                              |
| -------------- | --------------- | --------- | -------------------------------------- |
| Noel Lynch     | individueel (m) | 74e       | plaatsingsronde: 74ste met 1141 punten |
| Joseph Malone  | individueel (m) | 69e       | plaatsingsronde: 69ste met 1162 punten |
|                |                 |           |                                        |
| Pereira Greene | individueel (v) | 38e       | plaatsingsronde: 38ste met 1208 punten |

### Judo
| Olympiër       | Discipline | Resultaat | Prestatie |
| -------------- | ---------- | --------- | --------- |
| Eugene McManus | -71kg (m)  | 19e       |           |

### Kanovaren
| Olympiër                  | Discipline    | Resultaat | Prestatie                                                                            |
| ------------------------- | ------------- | --------- | ------------------------------------------------------------------------------------ |
| Patrick Holmes            | K-1 1000m (m) | 14e       | serie 2: 4de in 3.52,67 herkansingen: 3de in 3.46,92 halve finale 1: 5de in 3.49,26  |
| Alan Carey Patrick Holmes | K-2 500m (m)  | 17e       | serie 1: 8ste in 1.42,11 herkansingen: 2de in 1.41,12 halve finale 2: 6de in 1.39,94 |
| Declan Burns Peter Connor | K-2 1000m (m) | 14e       | serie 2: 7de in 3.41,18 herkansingen: 4de in 3.43,02 halve finale 1: 4de in 3.38,92  |

### Paardensport
| Olympiër                                             | Discipline  | Resultaat | Prestatie                                                             |
| Dressuur                                             | Dressuur    | Dressuur  | Dressuur                                                              |
| ---------------------------------------------------- | ----------- | --------- | --------------------------------------------------------------------- |
| James Walsh                                          | individueel | 51e       | kwalificatie: 51ste met 1096 punten                                   |
| Eventing                                             |             |           |                                                                       |
| David Foster                                         | individueel | 16e       | 122,70 strafpunten                                                    |
| John Watson                                          | individueel | DNF       | niet gefinisht                                                        |
| Springconcours                                       |             |           |                                                                       |
| Paul Darragh                                         | individueel | 20e       | kwalificatie: 34ste met 81 punten finale: 20ste met 32,75 strafpunten |
| Jack Doyle                                           | individueel | DNF       | kwalificatie: niet gefinisht                                          |
| John Ledingham                                       | individueel | DNF       | kwalificatie: niet gefinisht                                          |
| Gerry Mullins                                        | individueel | 22e       | kwalificatie: 33ste met 82 punten finale: 22ste met 8,50 strafpunten  |
| Gerry Mullins Jack Doyle Paul Darragh John Ledingham | team        | 11e       | 77,50 strafpunten                                                     |

### Roeien
| Olympiër                               | Discipline   | Resultaat | Prestatie                                            |
| -------------------------------------- | ------------ | --------- | ---------------------------------------------------- |
| Pat McDonagh Frank Moore Liam Williams | twee-met (m) | 14e       | serie 2: 5de in 7.33,16 herkansingen: 5de in 7.23,87 |

### Tennis
| Olympiër                | Discipline     | Resultaat | Prestatie                                                   |
| ----------------------- | -------------- | --------- | ----------------------------------------------------------- |
| Owen Casey Eoin Collins | dubbelspel (m) | 17e       | 1ste ronde: V van ISR Bloom/Mansdorf: 2-6, 6-7(3), 6-4, 5-7 |

### Wielersport
| Olympiër                                                 | Discipline         | Resultaat | Prestatie |
| Weg                                                      | Weg                | Weg       | Weg       |
| -------------------------------------------------------- | ------------------ | --------- | --------- |
| Cormac McCann                                            | wegwedstrijd (m)   | 45e       | 4:32.56   |
| Paul McCormack                                           | wegwedstrijd (m)   | 81e       | 4:32.56   |
| John McQuaid                                             | wegwedstrijd (m)   | 49e       | 4:32.56   |
| Philip Cassidy Cormac McCann John McQuaid Stephen Spratt | ploegentijdrit (m) | 19e       | 2:07.59,7 |

### Worstelen
| Olympiër     | Discipline  | Resultaat   | Prestatie                                                     |
| Vrije stijl  | Vrije stijl | Vrije stijl | Vrije stijl                                                   |
| ------------ | ----------- | ----------- | ------------------------------------------------------------- |
| David Harmon | -74kg (m)   | 27e         | groep A: 14de V van IRQ Jibara: 0-4 V van ROU Tămăduianu: 0-4 |

### Zeilen
| Olympiër                        | Discipline      | Resultaat | Prestatie                            |
| ------------------------------- | --------------- | --------- | ------------------------------------ |
| William O'hara                  | finn (m)        | 21e       | 131,7 punten: (3-16-21-8-17-DSQ-DNF) |
|                                 |                 |           |                                      |
| Cathy Mac Aleavey Aisling Byrne | 470 (v)         | 18e       | 134 punten: (15-13-19-12-DNF-17-DNF) |
|                                 |                 |           |                                      |
| David Wilkins Peter Kennedy     | flying dutchman | 10e       | 85 punten: (15-7--12-DSQ/s>-1-13-8)  |

### Zwemmen
| Olympiër       | Discipline          | Resultaat | Prestatie                |
| -------------- | ------------------- | --------- | ------------------------ |
| Stephen Cullen | 200m vrije slag (m) | 50e       | serie 3: 6de in 1.57,90  |
| Richard Gheel  | 200m vrije slag (m) | 57e       | serie 2: 8ste in 2.01,73 |
| Stephen Cullen | 100m rugslag (m)    | 29e       | serie 3: 4de in 58,82    |
| Richard Gheel  | 100m rugslag (m)    | 36e       | serie 3: 7de in 59,37    |
| Stephen Cullen | 200m rugslag (m)    | 27e       | serie 2: 1ste in 2.06,98 |
| Richard Gheel  | 200m rugslag (m)    | 25e       | serie 3: 5de in 2.05,71  |
| Gary O'Toole   | 100m schoolslag (m) | 34e       | serie 4: 4de in 1.05,34  |
| Gary O'Toole   | 200m schoolslag (m) | 18e       | serie 5: 5de in 2.18,93  |
| Gary O'Toole   | 200m wisselslag (m) | 20e       | serie 6: 8ste in 2.07,77 |
|                |                     |           |                          |
| Aileen Convery | 100m rugslag (v)    | 29e       | serie 3: 5de in 1.06,73  |
| Michelle Smith | 100m rugslag (v)    | 27e       | serie 3: 3de in 1.06,22  |
| Aileen Convery | 200m rugslag (v)    | 18e       | serie 2: 2de in 2.19,91  |
| Michelle Smith | 200m rugslag (v)    | 17e       | serie 5: 7de in 2.19,50  |
| Michelle Smith | 200m wisselslag (v) | 26e       | serie 2: 5de in 2.25,53  |
| Michelle Smith | 400m wisselslag (v) | 25e       | serie 1: 2de in 5.01,84  |

Afghanistan · Algerije · Amerikaanse Maagdeneilanden · Amerikaans-Samoa · Andorra · Angola · Antigua en Barbuda · Argentinië · Aruba · Australië · Bahama’s · Bahrein · Bangladesh · Barbados · België · Belize · Benin · Bermuda · Bhutan · Birma · Bolivia · Bondsrepubliek Duitsland · Botswana · Brazilië · Britse Maagdeneilanden · Brunei · Bulgarije · Burkina Faso · Canada · Centraal-Afrikaanse Republiek · Chili · China · Chinees Taipei · Colombia · Congo-Brazzaville · Cookeilanden · Costa Rica · Cyprus · Denemarken · Djibouti · Dominicaanse Republiek · Duitse Democratische Republiek · Ecuador · Egypte · El Salvador · Equatoriaal-Guinea · Fiji · Filipijnen · Finland · Frankrijk · Gabon · Gambia · Ghana · Grenada · Griekenland · Groot-Brittannië · Guam · Guatemala · Guinee · Guyana · Haïti · Honduras · Hongarije · Hongkong · Ierland · IJsland · India · Indonesië · Irak · Iran · Israël · Italië · Ivoorkust · Jamaica · Japan · Joegoslavië · Jordanië · Kaaimaneilanden · Kameroen · Kenia · Koeweit · Laos · Lesotho · Libanon · Liberia · Libië · Liechtenstein · Luxemburg · Malawi · Malediven · Maleisië · Mali · Malta · Marokko · Mauritanië · Mauritius · Mexico · Monaco · Mongolië · Mozambique · Nederland · Nederlandse Antillen · Nepal · Nieuw-Zeeland · Niger · Nigeria · Noord-Jemen · Noorwegen · Oeganda · Oman · Oostenrijk · Pakistan · Panama · Papoea-Nieuw-Guinea · Paraguay · Peru · Polen · Portugal · Puerto Rico · Qatar · Roemenië · Rwanda · Saint Vincent en de Grenadines · Salomonseilanden · Samoa · San Marino · Saoedi-Arabië · Senegal · Sierra Leone · Singapore · Soedan · Somalië · Sovjet-Unie · Spanje · Sri Lanka · Suriname · Swaziland · Syrië · Tanzania · Thailand · Togo · Tonga · Trinidad en Tobago · Tsjaad · Tsjecho-Slowakije · Tunesië · Turkije · Uruguay · Vanuatu · Venezuela · Verenigde Arabische Emiraten · Verenigde Staten · Vietnam · Zaïre · Zambia · Zimbabwe · Zuid-Jemen · Zuid-Korea · Zweden · Zwitserland